# Сулименко Руслан Леонідович
Русла́н Леоні́дович Сули́менко (* 1981) — лейтенант Збройних сил України, учасник російсько-української війни.

## З життєпису
Народився 20 липня 1981 року в селі Хмелів Роменського району Сумської області. У 1998 році закінчив Хмелівську загальноосвітню школу, 2006-го — Сумський державний педагогічний університет, вчитель історії та правознавства. 1999 року перевівся на заочну форму навчання.

## Військова служба
1999 року призваний на військову службу. В 2001 році звільнився в запас, у 2002 р. підписав контракт. Брав участь у миротворчих операціях (Ірак і Косово). З перших днів АТО проходить службу в складі 72-ї бригади в Донецькій області. Весною 2017 року нагороджений орденом, а наприкінці літа надано військове звання лейтенант, тоді ж обійняв посаду заступника командира розвідувальної роти з морально-психологічного забезпечення.

## Нагороди
За особисту мужність і героїзм, виявлені у захисті державного суверенітету та територіальної цілісності України, вірність військовій присязі під час російсько-української війни нагороджений
- орденом «За мужність» III ступеня (27.5.2015)
- орденом Богдана Хмельницького (10.04.2017).